# Biblioteca Oliveriana
La Biblioteca Oliveriana è una biblioteca storica italiana che si trova a Pesaro.

## Storia

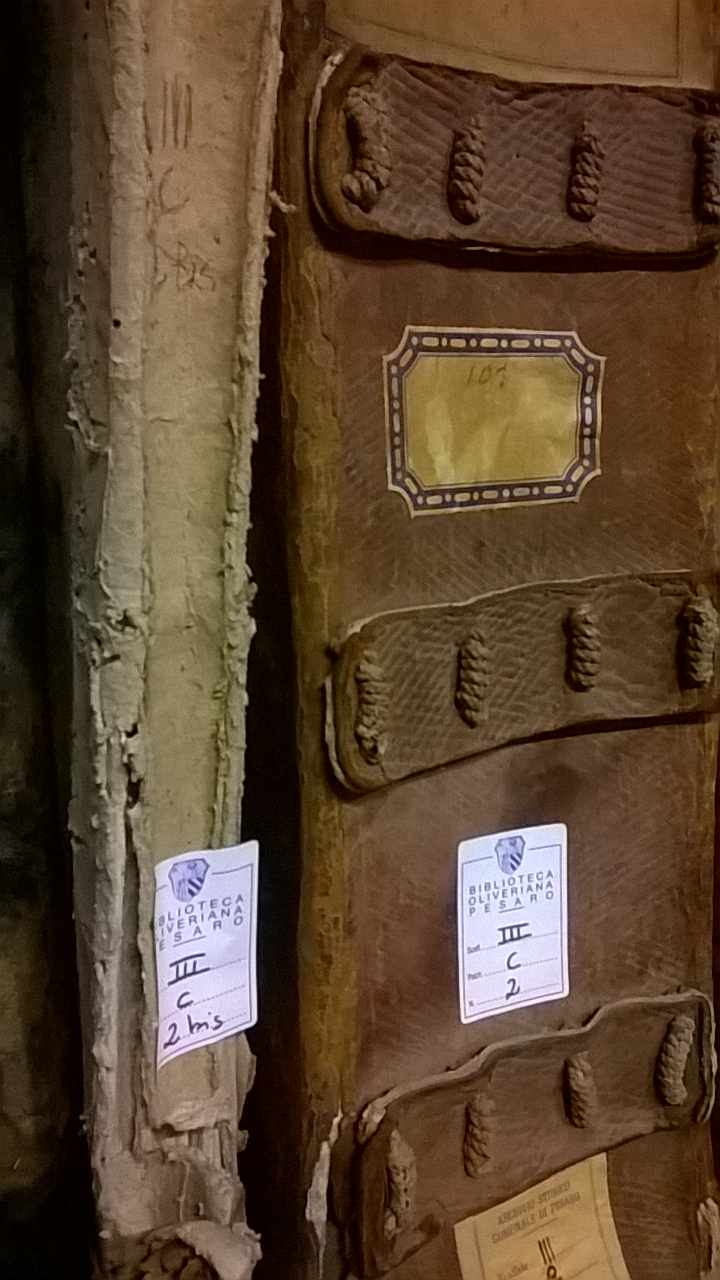
Testi presenti nella Biblioteca Oliveriana

La Biblioteca è nata nel 1756 con la donazione del nobile erudito Annibale degli Abati Olivieri, privo di eredi, della sua preziosa biblioteca alla città natale. Per testamento lo stesso Oliveri lasciò alla Città un ulteriore fondo.
Nei secoli successivi la Biblioteca si è arricchita di numerosi altri lasciti, che ne fanno una delle principali biblioteche marchigiane.
La prima sede fu il palazzo stesso dell'Olivieri, dove la Biblioteca fu aperta al pubblico nel 1793.
Fra il 1885 e il 1892 la Biblioteca fu trasferita nell'attuale sede di Palazzo Almerici, un palazzo nobiliare costruito in più fasi nel corso del Seicento.

## Patrimonio
- un archivio di più di 2.000 documenti su pergamena risalenti al periodo fra il 1204 e il 1796. Si tratta di atti emanati dai signori che governarono la città di Pesaro (Malatesta, Sforza, Della Rovere, amministrazione pontificia), di atti notarili e di bolle e brevi pontifici[2]. La più importante di queste pergamene è probabilmente il cosiddetto "Mappamondo di Pesaro", un planisfero databile fra il 1508 e il 1510, redatto sulla base dei precedenti mappamondi, ma anche sulla base degli schizzi, oggi perduti, dei navigatori Giovanni Caboto, Gaspar e Miguel Corte-Real, João Fernandes Lavrador[1].
- 803 disegni, fra cui uno di Raffaello[2].
- più di 2.000 manoscritti medievali, fra cui gli Statuti della città di Pesaro di inizio Quattrocento, e quelli del Collegio dei Mercanti del 1451[2].
- 354.000 volumi a stampa[2], fra cui circa 400 incunaboli[2] e alcune migliaia di cinquecentine. Di queste hanno particolare rilievo quelle dei tipografi locali e soprattutto quelle del tipografo ebreo Girolamo Soncino[2]. Per quanto riguarda i libri moderni l'Oliveriana è la biblioteca con il diritto a ricevere il deposito legale dei libri editi nella provincia di Pesaro e Urbino[2].
- l'emeroteca custodisce più di un migliaio di periodici dal Settecento a oggi, fra cui i giornali politici, di vario orientamento, editi nella provincia all'inizio del Novecento[2].
- l'Archivio Storico del Comune di Pesaro dalla metà del Quattrocento a oggi[2].